# Rede aberta de telecomunicações
Rede aberta de telecomunicações (em inglês: Open-access network, OAN) é uma rede destinada a telecomunicações e dividida em camadas horizontais em oposição aquelas de uma operadora tradicional, que com a finalidade de prestar um serviço, verticaliza todas as camadas sob uma só empresa. Em uma rede aberta cada camada é independente da outra e pode ser gerida por diferentes empresas.

## Histórico
A desagregação das redes de telecomunicações, apesar de prevista na Lei Geral das Telecomunicações, criada durante o processo de privatização do sistema Telebrás ocorrida em 1998, jamais ocorreu de fato.
Este assunto voltou a pauta com a recente aprovação do PGMC.
De modo geral, quando se fala sobre a desagregação de redes, fala-se somente de redes existentes e de propriedade das operadoras com poder significativo de mercado, porém existem empresas construindo redes a partir do zero com o intuito de compartilhá-las entre diversos provedores de serviços.

## Objetivos do compartilhamento
O objetivo final do compartilhamento de redes é dar maior quantidade de opções ao cliente final. Existindo uma rede aberta onde diversos provedores possam acessar de maneira indiscriminada e com tratamento isonomico, derruba-se o maior obstáculo à entrada de novos competidores no mercado de telecom, que é a construção de infra-estrutura de redes. 

## Camadas
Uma rede de telecom é dividida em camadas:
1. Infraestrutura
2. Comunicação
3. Serviço

### Serviço
É a camada de serviços propriamente dita. Aqui são prestados os serviços de valor agregado (SVA) como acesso internet, serviços de voz sobre protocolo IP (VoIP), IPTV e muitos outros.
Os serviços são prestados pelos provedores de serviços, e são estes os normalmente prejudicados pela inexistencia de redes abertas de telecomunicações.

### Comunicação
É a camada onde acontece o serviço de telecomunicações (de acordo com as regras brasileiras). Nesta camada os bits são transportados de um lado a outro, do cliente até seu provedor de serviço. 
A comunicação é feita entre POP´s e entre clientes-finais e POP´s.

### Infraestrutura
É a camada mais básica e normalmente a mais cara para se construir. Esta camada contempla os dutos ou postes usados para serem instalados os cabos de fibra óptica ou ainda as próprias fibras ópticas apagadas ou lambdas.

## Marketplace
Em uma rede aberta adiciona-se uma nova camada, imparcial e essencial:
Bolsa de Serviços Abertos ou Marketplace
Esta camada é responsável por agregar os diferentes fornecedores de infraestrutura, comunicação e provedores de serviço sob um único teto onde os consumidores finais podem escolher qual serviço deseja contratar entre inúmeras opções.

## Modelos de compartilhamento
O compartilhamento de redes pode se dar de várias formas distintas, entre elas:
- Compartilhamento de infraestrutura
- Compartilhamento de bitstream

No modelo de compartilhamento de infraestrutura, uma única empresa investe na rede de fibras ópticas e depois as vende para outros competidores.
A empresa dona da rede nao vende serviços no varejo, apenas infraestrutura e compartilham os POP´s onde cada uma deve "iluminar" o cabo que vai até a casa do assinantes.
No modelo de compartilhamento de bitstream, o provedor da rede e o provedor de comunicação conectam seus serviços ao cliente final e este escolhe os provedores dentre tantos em um portal. Cada serviço escolhido é instantaneamente ativado pelo parceiro que opera o marketplace.